# III Congresso dell'Internazionale Comunista

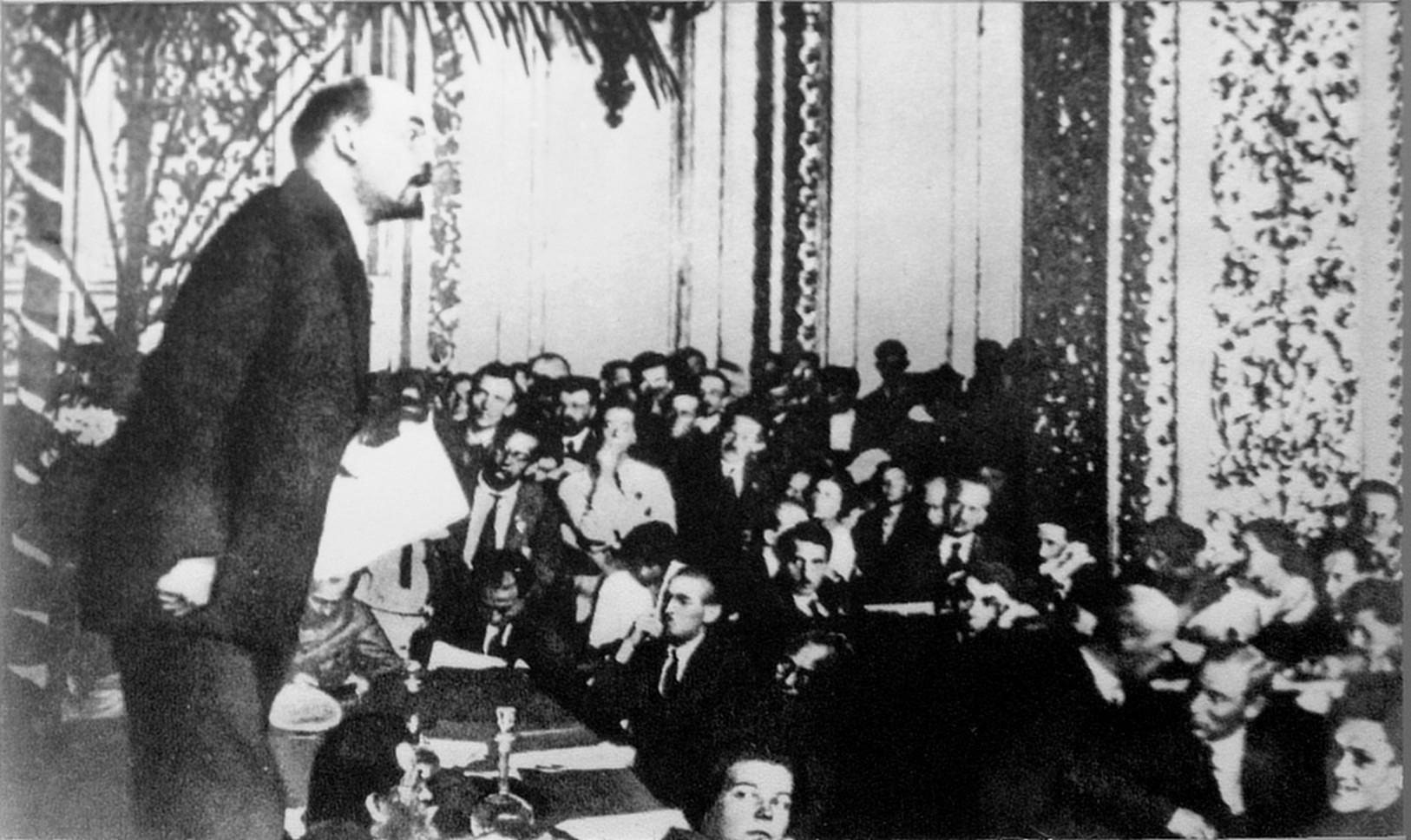
Intervento di Lenin al Congresso.

Il III Congresso dell'Internazionale Comunista si svolse a Mosca dal 22 giugno al 12 luglio 1921.

## Premesse
I vertici dell'Internazionale arrivarono al III Congresso con la consapevolezza che i rapporti di forza erano diventati sfavorevoli ai colpi di mano e alle tattiche offensive. La situazione generale era infatti radicalmente mutata rispetto all'anno precedente, quando si era tenuto in un contesto di grande fiducia nelle prospettive rivoluzionarie il II Congresso del Comintern: la Russia sovietica era investita da una grave carestia e da scioperi, in Italia la reazione stava prendendo il sopravvento e anche in Germania il corso rivoluzionario si era ormai arrestato dopo il fallimento della cosiddetta azione di marzo. Proprio l'esame dell'offensiva attuata dal Partito comunista unificato di Germania, unitamente a quello degli esiti del Congresso di Livorno e della conseguente nascita del PCd'I, avrebbe assunto grande importanza durante l'assemblea moscovita.

## Lavori congressuali

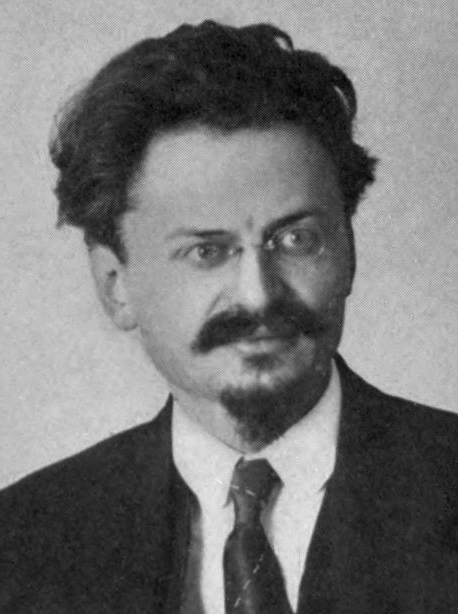
Lev Trockij.

Al Congresso presero parte 291 delegati con voto deliberativo e 314 con voto consultivo. Ad essi venne descritto un generale riflusso dell'azione rivoluzionaria sia nella relazione di Trockij sulla situazione economica mondiale e i nuovi compiti dell'Internazionale, sia nell'illustrazione delle Tesi sulla tattica da parte di Karl Radek; da ciò derivava la centralità, in vista di nuove lotte, del consolidamento e della concentrazione delle forze rivoluzionarie, da concretizzare tramite la conquista della maggioranza del proletariato e la trasformazione dei partiti comunisti da movimenti d'avanguardia a grandi movimenti di massa.
In questa prospettiva Trockij introdusse il concetto del Fronte unico, che sarebbe stato sviluppato più dettagliatamente nei mesi successivi. Il dirigente bolscevico sottolineò l'importanza del dialogo e di temporanee alleanze anche con le organizzazioni del riformismo; ciò quando queste fossero seguite da ampi settori del proletariato disponibili ad impegnarsi in una lotta congiunta con le masse che seguivano i partiti comunisti, costringendo i dirigenti «a divenire uno strumento di questa lotta».
Nell'ambito delle valutazioni sulle tattiche offensive ebbe ampio risalto la disamina dell'azione di marzo del Partito comunista unificato di Germania; essa venne giudicata negativamente sia da Lenin che da Radek, che ne sottolinearono l'insufficiente preparazione. Il Congresso tuttavia confermò l'espulsione di Paul Levi, che era stata sancita dal Partito tedesco per violazione della disciplina, dal momento che il dirigente aveva criticato l'offensiva.
Le tattiche offensive e l'azione di marzo furono difese, oltre che dai comunisti tedeschi, anche da Umberto Terracini, che contrastò la necessità di attendere la conquista della maggioranza del proletariato prima di avviare la lotta per il potere, venendo per questo duramente criticato da Lenin.
Relativamente alla questione italiana, sebbene l'orientamento del Congresso fosse maggiormente volto al contenimento delle tendenze di sinistra, fu comunque giudicata positivamente la scissione operata al XVII Congresso del PSI e riconfermato il riconoscimento del solo PCd'I come sezione italiana dell'Internazionale. Venne pertanto respinto il ricorso avanzato dai socialisti a seguito dell'approvazione della mozione Bentivoglio, votata a Livorno subito dopo la fuoriuscita dei comunisti.
Tuttavia, i vertici dell'Internazionale, nella convinzione che nella nuova fase di raggruppamento difensivo fosse utile recuperare una parte dei massimalisti unitari, sollecitarono i tre delegati del PSI presenti a Mosca (Costantino Lazzari, Fabrizio Maffi ed Ezio Riboldi) ad impegnarsi affinché il partito si decidesse ad espellere i riformisti.